# Биркач
Бирка́ч (болг. Бъркач) — село в Плевенській області Болгарії. Входить до складу общини Долішній Дибник.

## Населення
За даними перепису населення 2011 року у селі проживали 762 особи.
Національний склад населення села:
| Національність   | Кількість осіб | Відсоток |
| ---------------- | -------------- | -------- |
| болгари          | 408            | 53,9%    |
| цигани           | 292            | 38,6%    |
| турки            | 49             | 6,5%     |
| інша             | 3              | 0,4%     |
| не визначились   | 5              | 0,7%     |
| Всього відповіли | 757            |          |

Розподіл населення за віком у 2011 році:
Динаміка населення: